# Vilanova de Bellpuig
Vilanova de Bellpuig község Spanyolországban, Lleida tartományban. Vilanova de Bellpuig Bellpuig, Belianes, Castellnou de Seana, Arbeca, Miralcamp és Golmés községekkel határos. Lakosainak száma 1168 fő (2024).

## Népesség
A település népessége az utóbbi években az alábbiak szerint változott:
| Lakosok száma | 160  | 1069 | 1570 | 1485 | 1277 | 1116 | 1170 | 1179 | 1181 | 1168 |
|               | 1717 | 1887 | 1936 | 1960 | 1986 | 2004 | 2009 | 2014 | 2019 | 2024 |